# Zeria schweinfurthi
Espèce
Synonymes
- Solpuga schweinfurthi Karsch, 1880

Zeria schweinfurthi est une espèce de solifuges de la famille des Solpugidae.

## Distribution
Cette espèce est endémique du Soudan du Sud.

## Description
Le mâle décrit par Roewer en 1933 mesure 32 mm et les femelles de 32 à 35 mm.

## Publication originale
- Karsch, 1880 : Zur Kenntnis der Galeodiden. Archiv für Naturgeschichte, vol. 46, no 1, p. 228-243 (texte intégral).